# Комуністична партія Грузії (незалежна)
Комуністична партія Грузії (груз. საქართველოს კომუნისტური პარტია) — комуністична партія в Грузії. Партія була заснована 23 лютого 1992 року як Соціалістична трудова партія. Зареєстровано в Міністерстві юстиції Грузії 27 лютого 1998 року. На виборах 1992 року вона отримала чотирьох депутатів. Протягом 1994–1995 рр. зберігала парламентську фракцію. На виборах 1995 року набрала 3% голосів.
Є політичним наступником Комуністичної партії Грузії (Радянський Союз)
Першим секретарем партії є Іван Циклаурі. Головна мета партії — відновлення соціалістичного ладу. Видає «Комуніст-XXI» . У 1999 році вона налічувала 15 000 членів. Партія має молодіжну організацію комсомол.
У 1991 і 1995 роках СКП на виборах президента Грузії підтримувала кандидатуру Едуарда Шеварднадзе
На виборах 1999 року балотувалася у виборчому блоці «Блок комуністів-сталіністів» разом із політичною партією « Сталінелі ».
На президентських виборах 2000 року СКП висунула кандидатуру Івана Циклаурі, але пізніше ця кандидатура була відкликана.
Комуністична партія Аджарії є автономною організацією в складі СКП.